# Chambal
|  | Per a altres significats, vegeu «Divisió de Chambal». |

Chambal és un riu de Madhya Pradesh, Rajasthan i Uttar Pradesh, afluent destacat del Yamuna, que al seu torn és afluent del Ganges. Neix a les muntanyes Vindhya-Manpura, a Janapao Hill (626 metres) a Mhow prop d'Indore. Segueix un curs nord passa prop de Gwalior i entra al Rajasthan a Chaurasgarh a 213 km del naixement. rep fins aleshores diversos tributaris, els principals dels quals són el Chambla i el Sipra. Prop de Kotah les aigües es posen blaves. Seguint al nord-est rep el Kali Sind pel sud, el Mej, per l'oest, el Parbati i el Banas i entre a Uttar Pradesh on va a trobar al Jumna a uns 40 km al sud-est d'Etawah, i hi desguassa. La longitud total és d'uns 700 km tot i que en línia recta el seu naixement i el punt del Jumna on desguassa es troben a només a 360 km. S'ha identificat amb el Charmwati dels escrits sànscrits.